# Trapped in Anguish
Trapped in Anguish ist das zweite Studioalbum der deutschen Power-Metal-Band Voice. Es wurde im August 1999 über AFM Records veröffentlicht.

## Titelliste
1. No Way Out – 5:20
2. Twilight Dreams – 4:02
3. Behind Your Reflections – 6:50
4. The Silent Way – 6:51
5. Colder Than Ice – 5:47
6. The Gunslinger – 5:04
7. Disappeared Heroes – 6:21
8. In the Night – 4:33
9. The Journey – 10:30

## Produktion
- Produzent, Aufnahme, Mischung: Jens Bachmann
- Mastering: Bernd Steinwedel
- Executive Producer: Nils Wasko, Andy Allendörfer
- Layout & Konzept: Nils Wasko & Voice
- Cover-Artwork: Markus Mayer
- Fotografie: Jürgen Werner, Heidi Ketzel